# Cercle Mbéri Sportif
El Cercle Mbéri Sportif es un equipo de fútbol de Gabón que juega en la Primera División de Gabón, la liga de fútbol más importante del país.

## Historia
Fue fundado en el año 1966 en la capital Libreville con el nombre Olympique Sportif y fueron uno de los equipos fundadores de la Primera División de Gabón, ganando la edición inaugural.
El club ha sido campeón de la máxima categoría en dos ocasiones, aunque el club desapareció cuando a la Federación Gabonesa de Fútbol dejó de realizar torneos regionales para determinar al campeón nacional.
En 1996 el club fue refundado con su nombre actual, volviendo a ser campeón nacional en 2019 por primera vez en más de 40 años.

## Palmarés
- Primera División de Gabón: 3

1966/67, 1970/71, 2019

## Participación en competiciones de la CAF
| Temporada | Torneo                            | Ronda      | Club                   | Casa | Visita | Global      |
| --------- | --------------------------------- | ---------- | ---------------------- | ---- | ------ | ----------- |
| 1969      | Copa Africana de Clubes Campeones | Preliminar | Africa Sports National | 0-2  | 1-5    | 1-7         |
| 2018/19   | Copa Confederación de la CAF      | Preliminar | Silver Strikers        | 1-0  | 0-1    | 1-1 (4-3 p) |
| 2018/19   | Copa Confederación de la CAF      | 1          | Raja Casablanca        | 1-0  | 0-5    | 1-5         |
| 2019/20   | Liga de Campeones de la CAF       | Preliminar | Elect-Sport FC         | 0-0  | 0-2    | 0-2         |

## Jugadores

### Jugadores destacados
- Éric Batinga
- Viera Ellong